# Luke Abbott
Luke Abbott est un compositeur de musique électronique anglais originaire de Norwich, dans le Norfolk. Il est surtout connu pour ses productions sur le label Border Community de James Holden.

## Carrière
Né d'un père historien de la pop, auteur notamment de biographies des Beach Boys et de Phil Spector, Luke Abbott a été formé aux beaux-arts et à la composition électroacoustique à la Norwich University of the Arts (en),. Après une contribution à un split single en nombre limité d'exemplaires sur le label Trash Aesthetics, Luke Abbott débute réellement chez Output records, le label de Trevor Jackson, avec B,B,B,B,B,B,B,B,B,B,B, sorti en juin 2006. Le label ferme hélas peu de temps après, et Abbott part signer chez Border Community.
C'est le début d'une fructueuse collaboration entre le label de James Holden et lui, puisque jusqu'en 2014 presque toutes ses sorties se feront là. Seules exceptions, l'EP Honeycomb sur Amazing Sounds en 2010, et surtout ses 2 EPs de 2012, Modern Driveway et Object Is A Navigator, édités par le label Notown de Gold Panda. C'est toutefois bien sur Border Community qu'il publie, outre quatre EPs, ses deux premiers albums longs, Holkham Drones en 2010 puis Wysing Forest en 2014.
Devenu l'un des piliers du label et un complice de création pour Holden, qui voit en lui une source d'inspiration au même titre que Nathan Fake, Abbott lance sa propre maison de disques Buffalo Temple en 2015, à l'occasion de la sortie de son troisième album Music For A Flat Landscape, qui sert de bande-originale officielle au film The Goob.
Ce n'est pas la première expérience d'Abbott avec les autres filières artistiques : fin 2012 il était ainsi invité à assurer l'environnement sonore de la résidence d'artistes The Forest au Wysing Arts Centre (en) de Cambridge. Music For A Flat Landscape est en fait composé à partir d'improvisations jouées durant l'exposition. Plus récemment en avril 2015 il participe, aux côtés de son ami James Holden et de Koreless (en), au festival Hello Terry Riley, organisé conjointement par le Barbican Centre de Londres et le Muziekgebouw d'Amsterdam en hommage au compositeur minimaliste.

## Discographie

### Albums
- août 2010 : Holkham Drones - Border Community
- juin 2014 : Wysing Forest - Border Community
- mai 2015 : Music For A Flat Landscape: Official Soundtrack of The Goob - Buffalo Temple

### Mixes
- octobre 2013 : Plastic Platform Mix C55 - The 405
- décembre 2013 : RHIZOME - Oki-ni
- mai 2014 : Clash DJ Mix - Clash magazine
- août 2014 : RA.427 - Resident Advisor

### Singles et EPs
- 2006 : Muted / Repus Tekram (avec Projections) - Trash Aesthetics
- juin 2006 : B,B,B,B,B,B,B,B,B,B,B - Output records
- octobre 2006 : (Prelude) 'We've Lost The War' - Output records
- mars 2008 : Tuesday - Border Community
- novembre 2009 : Whitebox Stereo - Border Community
- juin 2010 : Honeycomb - Amazing Sounds
- septembre 2010 : Forgive And Remember - Border Community
- janvier 2011 : Trans Forest Alignment - Border Community
- novembre 2011 : Brazil - Border Community
- mai 2012 : Modern Driveway - Notown
- novembre 2012 : Object Is A Navigator - Notown